# II. Arsak pártus király
I. Artabanosz, más néven II. Arszakész (Aršak Ardawân, görögül Arszakész),  pártus király Kr. e. 211-től Kr. e. 191-ig. A korai tudományos munkák Artabanus néven említik, de a modern történetírás az „Arszakész” megnevezést részesíti előnyben.

## Élete
Kr. e. 209-ben megtámadta őt III. Antiokhosz szeleukida uralkodó, és elfoglalta Hekatompüloszt, az Arszakida fővárost (melynek helye bizonytalan), valamint a hürkaniai Szürinxet. Végül Antiokhosz békét kötött Artabanosszal, aki Kr. e. 206 után kénytelen volt nagy területeket átengedni Euthüdémosznak, Baktria uralkodójának.

## Krónika
Marcus Iunius Iustinus így ír Arszakészről (Világkrónika, XLI:V):

„[I.] Arsaces fia és örököse az uralomban – maga is Arsaces – csodálatos vitézséggel harcolt Seleucos fia, Antiochus ellen, noha ez százezer gyalogossal és húszezer lovassal volt felszerelve. Antiochus végül szövetségesévé fogadta.”